# Imre Szöllősi
Imre Szöllősi (Budapeste, 19 de fevereiro de 1941 – 27 de dezembro de 2022) foi um canoísta húngaro, especialista em provas de velocidade.

## Carreira
Foi vencedor da medalha de prata em K-1 1000 m em Roma 1960.
Foi vencedor da medalha de prata em K-1 4x500 m em Roma 1960, junto com os colegas de equipa Imre Kemecsey, András Szente e György Mészáros.
Foi vencedor da medalha de bronze em K-4 1000 m em Cidade do México 1968, junto com os colegas de equipa Csaba Giczy, István Timár e István Csizmadia.

## Morte
Szöllősi morreu em 27 de dezembro de 2022.